# Фогель (певец)
Роберт Игоревич Черникин (род. 28 июля 2001 года, Магадан, Россия), более известный под псевдонимом Фо́гель — российский певец и автор песен.
Первым большим хитом в карьере исполнителя стала песня «Малолетняя любовь», вышедшая 29 мая 2019 года. Затем последовали несколько не менее успешных синглов таких, как «ЛЕТО 17», «СРЕДИ СТАРЫХ ДОМОВ», «СТЕРВА» и другие, которые позже вошли в первый студийный альбом «ЛЮБОЛЬ, Pt. 1», который вышел 21 февраля 2020 года и собрал более миллиона прослушиваний за сутки после релиза в VK Music.

## Биография
Черникин Роберт Игоревич родился 28 июля 2001 года в Магадане.
По словам артиста, его мать хотела лучшего будущего для него и мечтала видеть сына юристом или на государственной службе.
В интервью для радио Like FM музыкант рассказал, что в старших классах школы его увлекла идея открыть свой бизнес. Проведя каникулы у бабушки в деревне, пятнадцатилетний Роберт создал свой первый бизнес-проект и прославился как самый юный предприниматель Новороссийска.
Увлечение хип-хоп культурой, которое началось после знакомства с песнями Эминема, неожиданно изменило жизнь Роберта. Свои наработки он выкладывал в Instagram, а в 2017 году на него вышли представители творческого объединения «Поколение М».
Сотрудничество с «Поколением М» помогло исполнителю запустить свои синглы в массы, а в мае 2019 года Роберт заключил контракт с лейблом Warner Music Russia после того, как отправил продюсерам сниппет трека «ОСТАНУСЬ РАССВЕТОМ». По-настоящему первым хитом певца стал сингл «Малолетняя любовь», вышедший 29 мая 2019 года и ворвавшийся не только в чарты стриминг-сервисов, но и в ротации радиостанций. Впоследствии композиция получила платиновый статус.
Композиция «ЛЕТО 17» и видеоклип на неё, выпущенный осенью 2019 года, подтвердили восход новой поп-звезды, Роберта стали приглашать в шоу. Затем последовали синглы «ТРАМВАЯМИ ДОМОЙ», «РЕВНУЮ», «СРЕДИ СТАРЫХ ДОМОВ» И «СТЕРВА».
Одним из самых первых лайв-выступлений перед публикой стал небольшой акустический концерт в декабре 2019 года. Фогель не стал дистанцироваться от публики сценой, разместился неподалёку от слушателей и взял с собой только гитариста и клавишника. Фактически все песни публика уже знала наизусть и с радостью подпевала во время их исполнения. Также в конце 2019 года Роберт переехал в Москву.
21 февраля 2020 года состоялся выход первого студийного альбома певца «ЛЮБОЛЬ, Pt. 1», в который вошли все предыдущие синглы, а также новые песни. За сутки альбом собрал более миллиона прослушиваний в VK Music. Большинство песен из трек листа было записано под акустическую гитару и в вечернее время, так как днём студия звукозаписи была занята.
7 мая и 19 июня 2020 года вышли два новых сингла певца — «МАЛЬЧИК» и «ВЫПУСКНИК», соответственно. 20 мая и 27 июня Фогель провёл два онлайн-концерта для своих поклонников, где впервые исполнил вживую новые синглы. Песня «ОСТАНОВИТЕ МУЗЫКУ», вышедшая 4 сентября 2020 года, стала синглом с мини-альбома «РЕЖИССЁР». Затем 8 декабря 2020 года последовал сингл «ПРИВЫЧКА», 26 февраля 2021 года — сингл «ДУРАКАМ ВЕЗЁТ», а 30 апреля — сингл «БЕЗ ИСТЕРИК».
23 июля 2021 года — сингл «БОГАТЫМИ», а 3 сентября 2021 года — сингл «БОГАТЫМИ 2»

## Личная жизнь
В марте 2021 года Фогель подтвердил свои отношения с Дианой Астер. Пара поделилась, что они вместе уже полгода.
В марте 2023 года Роберт и Диана объявили о расставании. 

## Дискография
| Оценки критиков | Оценки критиков |
| Источник        | Оценка          |
| --------------- | --------------- |
| InterMedia      | [ 2 ]           |

### Студийные альбомы
| №                   | Название                                | Длительность |
| ------------------- | --------------------------------------- | ------------ |
| 1.                  | «БОМБА»                                 | 2:43         |
| 2.                  | «МАЛОЛЕТНЯЯ ЛЮБОВЬ»                     | 3:17         |
| 3.                  | «ЛЕТО 17»                               | 3:21         |
| 4.                  | «СРЕДИ СТАРЫХ ДОМОВ»                    | 3:45         |
| 5.                  | «СТЕРВА»                                | 3:11         |
| 6.                  | «ТРАМВАЯМИ ДОМОЙ»                       | 3:18         |
| 7.                  | «НА БАЛКОНЕ»                            | 3:19         |
| 8.                  | «РЕВНУЮ»                                | 3:15         |
| 9.                  | «ОСТАНУСЬ РАССВЕТОМ» (feat. Dr. Shaman) | 2:46         |
| 10.                 | «ПУЛЯ»                                  | 2:34         |
| 11.                 | «ПРОСТО ДРУГ»                           | 2:28         |
| 12.                 | «НЕ ЗВОНИ МНЕ»                          | 2:15         |
| Общая длительность: | Общая длительность:                     | 36:00        |

| №                   | Название            | Длительность |
| ------------------- | ------------------- | ------------ |
| 1.                  | «ПРИВЕТ ВСЕМ»       | 3:17         |
| 2.                  | «ДЕНЬ И НОЧЬ»       | 3:37         |
| 3.                  | «ХАТИКО»            | 3:10         |
| 4.                  | «ОСТАНОВИТЕ МУЗЫКУ» | 3:11         |
| 5.                  | «ГОЛЛИВУД»          | 3:02         |
| Общая длительность: | Общая длительность: | 16:19        |

| №                   | Название            | Длительность |
| ------------------- | ------------------- | ------------ |
| 1.                  | «СЛОВА»             | 2:26         |
| 2.                  | «НЕДЕЛИ»            | 2:43         |
| 3.                  | «ПО100»             | 2:57         |
| 4.                  | «САМИМ СОБОЙ»       | 2:36         |
| Общая длительность: | Общая длительность: | 9:62         |

| №                   | Название               | Длительность |
| ------------------- | ---------------------- | ------------ |
| 1.                  | «СЕРДЦЕ ПОЁТ ft.Канги» | 2:16         |
| 2.                  | «ВСЕ ИЛИ НИЧЕГО»       | 2:12         |
| 3.                  | «ИСКРЕННОСТЬ»          | 2:20         |
| 4.                  | «ЗА ДОМАМИ»            | 1:57         |
| 5.                  | «ПАПА»                 | 2:26         |
| 6.                  | «ЧАСЫ»                 | 1:48         |
| 7.                  | «ДО ДНА»               | 2:26         |
| 8.                  | «Я ТЕБЯ ЗНАЮ»          | 2:28         |
| 9.                  | «ПЯТЬ СЛОВ»            | 2:54         |
| 10.                 | «ОДНА ПЕСНЯ»           | 1:56         |
| 11.                 | «BESAME MUCHO»         | 2:04         |
| 12.                 | «ПРОШУ»                | 1:53         |
| Общая длительность: | Общая длительность:    | 26:00        |

## Видеография
| Год  | Клип                              | Режиссёр         | Альбом          |
| ---- | --------------------------------- | ---------------- | --------------- |
| 2019 | «МАЛОЛЕТНЯЯ ЛЮБОВЬ»               | Александр Процюк | «ЛЮБОЛЬ, Pt. 1» |
| 2019 | «ЛЕТО 17»                         | н/д              | «ЛЮБОЛЬ, Pt. 1» |
| 2019 | «ТРАМВАЯМИ ДОМОЙ»                 | Mood Video       | «ЛЮБОЛЬ, Pt. 1» |
| 2020 | «РЕВНУЮ»                          | Фан-клип         | «ЛЮБОЛЬ, Pt. 1» |
| 2020 | «СТЕРВА»                          | Даниэль Ким      | «ЛЮБОЛЬ, Pt. 1» |
| 2020 | «ПУЛЯ»                            | Лирик-видео      | «ЛЮБОЛЬ, Pt. 1» |
| 2020 | «МАЛЬЧИК»                         | н/д              | без альбома     |
| 2021 | «ДУРАКАМ ВЕЗЕТ» (OST «По Колено») | Иван Оганесов    | без альбома     |
| 2021 | «БОГАТЫМИ»                        | Аскар Узабаев    | «БОГАТЫМИ»      |